# دارين جوشوا
دارين جوشوا (بالإنجليزية: Daryne Joshua)‏ (مواليد 1992)، هُو مُخرج جنوب أفريقي.

## وصلات خارجية
- دارين جوشوا على موقع IMDb (الإنجليزية)